# Bunsen-reactie
De Bunsen-reactie is een anorganische reactie waarbij zwavelzuur en waterstofjodide gevormd worden uit water, zwaveldioxide en di-jood:
{\displaystyle {\ce {2H2O + SO2 + I2 -> H2SO4 + 2HI}}}
De reactie is de eerste stap in de zwavel-jodiumcyclus voor de productie van waterstofgas en werd genoemd naar de Duitse scheikundige Robert Bunsen. De reactie verloopt meestal bij verhoogde temperatuur (120°C).
Een vergelijkbare reactie, maar dan met 1 stoichiometrische equivalent water, vormt de basis voor de Karl Fischer-bepaling.